# 神の国 (U2の曲)
「神の国」（かみのくに、In God's Country）は、『ヨシュア・トゥリー（The Joshua Tree）』に収録されているU2の楽曲である。
北米のみでシングルカットされた。

## 概要
あまりいい曲とは思えなかったが、アップテンポな曲も必要ということで曲作りが進められたが、レコーディングは難航。苛立ったボノはエッジからロックを引き出そうと、自らギターを手に取ったところ（エッジがボノがギターを弾くのを極端に嫌がる）、エッジはまんまと挑発に乗って、ギターリフを生み出した。
当初、曲はアメリカに関するものか、アイルランドに関するものか決めかねていたが、結局、自由の女神に捧げる曲になった。曲の中でアメリカは、砂漠に咲く薔薇――リボンと弓矢の間で引き裂かれたドレスを着たセイレン――に例えられている。ボノは『The Joshua Tree』のレコーディングの合間にアリと訪れたニカラグアの革命に比べて、西側諸国には政治信念に欠けていると歌っている。
北米でのみシングルカットされ、UKでも輸入盤が発売されたが、碌にプロモーションをしなかったせいで、チャートアクションは低調なものに終わった。
1999年製作のアメリカ映画『スリー・キングス』のエンディング・テーマになっている。

## PV
- 監督：バリー・デブリン
- プロデューサー：アン・ルイス・ケリー
- 編集：ブライアン・キャッシュ
- ロケ地：アリゾナ
- 撮影日：1987年4月
- リリース日：1987年8月

PVはThe Joshua Treeツアーの初期の様子を撮影した『Outside it's America』というMTVの番組で放送されたものの一部。このドキュメンタリーは『The Joshua Tree』デラックスエディションのボックスセットに収録されている。